# Raczyna (dopływ Mrożynki)
Raczyna (Rączynaniem. Fugs-Bach) – potok w południowo-zachodniej Polsce, w woj. dolnośląskim, na Pogórzu Izerskim, w prawy dopływ Mrożynki. Długość ok. 3,5 km, źródła na wysokości ok. 400 m n.p.m., ujście – ok. 370 m n.p.m.

## Opis
Wypływa ze wschodnich zboczy Rębinki na Przedgórzu Rębiszowskim, na zachód od miejscowości Grudza. Płynie początkowo na północny zachód przez ”Rębiszowski Las”, później na zachód i południowy zachód. Przepływa przez Rębiszów w Kotlinie Mirskiej i uchodzi do Mrożynki w Rębiszowie Dolnym.